# Baulne-en-Brie
Baulne-en-Brie är en kommun i departementet Aisne i regionen Hauts-de-France i norra Frankrike. Kommunen ligger  i kantonen Condé-en-Brie som ligger i arrondissementet Château-Thierry. År 2018 hade Baulne-en-Brie 264 invånare.

## Befolkningsutveckling
Antalet invånare i kommunen Baulne-en-Brie
Referens: INSEE